# Marques Haynes
Marques Haynes (Sand Springs, Oklahoma, 3 de octubre de 1926 - 22 de mayo de 2015) fue un baloncestista profesional estadounidense y miembro de los Harlem Globetrotters, conocido por su habilidad en el dribling.

## Trayectoria deportiva
Tras cuatro años en la Universidad de Langston, Haynes jugó con los Globetrotters de 1947 a 1953. Uno de los partidos de exhibición en los que jugó fue el famoso partido en Berlín occidental el 22 de agosto de 1951, donde se registró una asistencia histórica de 75,000 espactadores (aunque Haynes luego insistió en que la participación estuvo más cerca de 90,000) donde conocieron a conocieron a la estrella de atletismo Jesse Owens, con quien Haynes compartió habitación en la gira. También realizó una gira por América del Sur con los Globetrotters y jugó una serie de partidos de exhibición contra algunos de los mejores equipos universitarios de baloncesto de los Estados Unidos.
Haynes dejó los Globetrotters en 1953, fundando su propio equipo junto con su compañero Goose Tatum, los Harlem Magicians. Volvió a los Globetrotters como entrenador/jugador. También jugó en los Harlem Wizards. Se retiró en 1992, tras 46 años de carrera profesional.
En 1998 se convirtió en el primer Globetrotter en formar parte del Salón de la Fama.